# Бедаквілін
Бедаквілін (англ. Bedaquiline, лат. Bedaquilinum) — синтетичний препарат, який є похідним діарилхінолону, який застосовується перорально. Бедаквілін розроблений у лабораторії компанії «Janssen Pharmaceutica» під керівництвом професора Коена Андрієса, яка є частиною групи компаній «Johnson & Johnson», та яка проводила подальші клінічні дослідження препарату. Уперше бедаквілін представлений на міждисциплінарній конференції з антимікробної терапії та хіміотерапії, яка організована Американським Мікробіологічним товариством, у 2004 році, після того, як препарат вже досліджувався протягом 7 років. Після публікації перших досліджень з ефективності препарату бедаквілін отримав схвалення FDA 28 грудня 2012 року по прискореній процедурі, та став першим препаратом для лікування туберкульозу протягом 40 років до своєї реєстрації. У жовтні 2016 року бедаквілін схвалений комісією з лікарських препаратів для людей Європейського агентства з лікарських засобів. Далі препарат зареєстрований у ряді інших країн після тривалих клінічних досліджень. У квітні 2018 року препарат поданий для офіційної реєстрації у МОЗ України, й 15 червня 2018 року бедаквілін офіційно зареєстрований в Україні для клінічного застосування.

## Фармакологічні властивості
Бедаквілін — синтетичний протитуберкульозний препарат, який є похідним діарилхінолону. Бедаквілін у високих концентраціях має бактерицидну дію, а в низьких — бактеріостатичну. Механізм дії препарату полягає у специфічному інгібуванні протонної помпи ферменту АТФ-синтази мікобактерій, у тому числі туберкульозної палички, наслідком чого є порушення клітинного дихання мікобактерій, пригнічення синтезу АТФ у мікробних клітинах, що спричинює порушення вироблення необхідної для життєдіяльності клітини енергію, кінцевим наслідком чого є загибель мікробної клітини. Бедаквілін застосовується у складі комлексного лікування туберкульозу, переважно спричиненого штамами мультирезистентної туберкульозної палички. Бедаквілін став першим синтезованим препаратом для лікування туберкульозу із принципово новим механізмом дії за останні 40 років. У клінічних дослідженнях бедаквілін виявив значну ефективність проти туберкульозної палички, у тому числі мультирезистентних штамів, вже після 12 тижнів лікування препаратом, тоді як лікування іншими препаратами ефективне лише після 18—24 місяців лікування. Проте при застосуванні бедаквіліну часто спостерігаються серйозні побічні ефекти, зокрема подовження інтервалу QT на ЕКГ та токсичне ураження печінки, а також збільшення загальної смертності в осіб, які приймають бедаквілін<. У зв'язку із цим консультанти з питань туберкульозу Центру з контролю і профілактики захворювань у США заявили про необхідність ще одного дослідження, в якому було б оцінено усі можливі переваги та недоліки застосування бедаквіліну.

### Фармакокінетика
Бедаквілін повільно всмоктується при пероральному прийомі, максимальна концентрація в крові досягається протягом 5 годин після прийому препарату. Біодоступність препарату значно збільшується при прийомі з їжею, досягаючи показника 95 %. Бедаквілін майже повністю (на 99,9 %) зв'язується з білками плазми крові. Препарат створює високі концентрації у багатьох тканинах та органах, особливо легенях, лімфатичних вузлах, селезінці, печінці та нирках. Бедаквілін погано проходить через гематоенцефалічний бар'єр, точних даних за проникнення через плацентарний бар'єр та виділення в грудне молоко людей немає. Препарат метаболізується в печінці з утворенням менш активного метаболіту М2. Бедаквілін виводиться з організму переважно з калом у вигляді метаболітів, незначна частина виводиться з сечею. Період напіввиведення препарату становить 5,5 місяців, цей час може збільшуватися при порушеннях функції печінки.

## Покази до застосування
Бедаквілін застосовується у складі комбінованої терапії туберкульозу, спричиненого штамами мультирезистентної туберкульозної палички, у дорослих пацієнтів.

## Побічна дія
При застосуванні бедаквіліну побічні ефекти є досить частими, значна частина із яких можуть спричинити серйозні порушення функції органів та систем організму хворих. Найчастішими побічними ефектами при застосуванні препарату є нудота, блювання та болі в суглобах, проте найважчими побічними явищами при застосуванні препарату є подовження інтервалу QT на ЕКГ та токсичне ураження печінки, спостерігається також збільшення загальної смертності в осіб, які приймають бедаквілін. Іншими побічними ефектами препарату є головний біль, запаморочення, шкірний висип, діарея, біль у грудній клітці, погіршення апетиту, кровохаркання, біль у м'язах.

## Протипоказання
Бедаквілін протипоказаний при підвищеній чутливості до препарату, важкій печінковій або нирковій недостатності, вагітності, годуванні грудьми, особам у віці до 18 років.

## Форми випуску
Бедаквілін випускається у вигляді таблеток по 0,1 г.